# Fiorello La Guardia
Pour les articles homonymes, voir LaGuardia.
Fiorello Enrico La Guardia, né le 11 décembre 1882 à New York et mort le 20 septembre 1947 au même endroit, est un homme politique américain. Membre du parti républicain, il est représentant de New York (1917-1919 et 1923-1933) puis maire de New York à trois reprises de 1934 à 1945, élu la première fois en 1933.
Surnommé « The Little Flower » (« La petite fleur ») du fait de sa petite taille (1,57 m) et de la traduction de son prénom italien (Fiorello), il reste dans l'histoire comme un maire important du fait de sa gestion de la ville au lendemain de la Grande Dépression des années 1930. La Guardia était ainsi un fervent partisan de la politique de New Deal de Franklin Delano Roosevelt.

## Jeunesse et formation
Fiorello La Guardia naît dans Greenwich Village, à Manhattan, d'un père, Achille Luigi La Guardia, immigrant italien et d'une mère, Irene Cohen, juive originaire de Trieste (qui faisait alors partie de l'Autriche-Hongrie). Il passe néanmoins son enfance dans l'Arizona avec sa mère et est très tôt attiré par l'étranger. Il réalise des missions dans les ambassades américaines à Budapest, Trieste et Rijeka entre 1901 et 1906, avant de reprendre des études à l'université de New York. Durant cette même période, il travaille en tant qu'interprète à Ellis Island.
Il s'engage en tant que pilote d'avion pendant la Première Guerre mondiale où il fera notamment partie des troupes américaines venues avec les Alliés renforcer le front italien à la suite du désastre de la bataille de Caporetto.

## Carrière politique
Dès son élection en 1934, il entame une croisade contre ce qu'il considère comme pornographique. Les revues érotiques ne sont pas épargnées et de nombreuses sociétés (éditeur, imprimeur, distributeur) sont menacées.
En tant que maire de New York, il s'attaque aux machines à sous de la mafia, chassant Frank Costello qui se réfugia à La Nouvelle-Orléans où le populiste Huey Pierce Long l'avait invité à partager les revenus des salles de jeux clandestins.
Pour de nombreux historiens, son succès le plus important a été d'assurer la légitimité totale des élections : en 1933 il n'y avait plus d'intimidation aux abords des urnes comme auparavant. Il subsistait quelques irrégularités, mais La Guardia avait bel et bien purgé la police municipale.

### Le rapport La Guardia
En 1937, Fiorello La Guardia se prononce contre l'interdiction de la marijuana décidée par le président Roosevelt. Puis il commandite une étude sur le cannabis ; menée pendant six ans et dirigée par une équipe de scientifiques de l'Académie de médecine de New York, cette recherche est l'une des plus exhaustives depuis le rapport rendu par l'Indian Hemp Drugs Commission (1894). Les conclusions du Rapport La Guardia sont publiées en 1944. La plus fameuse d'entre elles : « L'usage de marijuana ne conduit pas à une dépendance à la cocaïne ou à l'héroïne ». On lui reprocha son origine italienne, l'assimilant aux gangs italo-américains d'alors (Lucky Luciano et autres), l'accusant d'être un homme de paille de la mafia, mais rien ne fut jamais prouvé si ce n'est quelques rencontres avec le parrain d'alors. 

## Héritage
Il a donné son nom à l'un des aéroports internationaux de New York, ainsi qu'à une école : la Fiorello H. LaGuardia High School of Music & Art and Performing Arts, créée par lui en 1936 et popularisée par le film Fame.